# Liste der Gemeinden im Landkreis Goslar
Die Liste der Gemeinden im Landkreis Goslar gibt einen Überblick über die sieben kleinsten Verwaltungseinheiten des Landkreises. Sechs der Gemeinden sind Städte. Bad Harzburg und Goslar sind Mittelstädte, Braunlage, Clausthal-Zellerfeld, Langelsheim und Seesen sind Kleinstädte.
Der jetzige Landkreis Goslar entstand im Zuge der niedersächsischen Kreisreform am 1. Juli 1972. Die heutige Gemeindegliederung gilt seit dem 1. November 2021.

## Beschreibung
Der Landkreis hat eine Gesamtfläche von 965,29 km². Die größte Fläche innerhalb des Landkreises hat die Kreisstadt Goslar mit 163,71 Quadratkilometern. Es folgen die Städte Langelsheim und Seesen mit 108,6 und mit 102,3 Quadratkilometern. Die Gemeinde Liebenburg hat eine Fläche von 78,37 Quadratkilometern und die Stadt Bad Harzburg ist 65,42 Quadratkilometer groß. Die Berg- und Universitätsstadt Clausthal-Zellerfeld hat eine Fläche von 43,71 Quadratkilometern. Kleinste Gemeinde des Landkreises ist die Stadt Braunlage mit 31,55 Quadratkilometern.
Den größten Anteil an der Bevölkerung des Landkreises von 127.712 Einwohnern haben die Städte Goslar mit 47.649 Einwohnern und Bad Harzburg mit 19.555, gefolgt von Seesen mit 18.719 Einwohnern. Die Städte Langelsheim und Clausthal-Zellerfeld haben über 10.000 Einwohner. Die Gemeinde Liebenburg hat über 7.000 Einwohner. Die sowohl von der Einwohnerzahl als auch von der Fläche kleinste Gemeinde des Landkreises ist die Stadt Braunlage mit 4951 Einwohnern.
Der gesamte Landkreis Goslar hat eine Bevölkerungsdichte von 132 Einwohnern pro Quadratkilometer, wobei der größte Teil durch das gemeindefreie Gebiet Harz (Landkreis Goslar) ausgemacht wird. Die größte Bevölkerungsdichte innerhalb des Kreises haben die Städte Clausthal-Zellerfeld mit 325 Einwohnern pro Quadratkilometer, Bad Harzburg mit 299 und Goslar mit 291. Die Städte Seesen, Braunlage und Langelsheim haben eine Bevölkerungsdichte von über 100. Die Gemeinde Liebenburg ist am dünnsten besiedelt.

## Legende
- Gemeinde: Name der Gemeinde beziehungsweise Stadt
- Teilorte: Aufgezählt werden die ehemals selbständigen Gemeinden der Verwaltungseinheit
- Wappen: Wappen der Gemeinde beziehungsweise Stadt
- Karte: Zeigt die Lage der Gemeinde beziehungsweise Stadt im Landkreis
- Fläche: Fläche der Stadt beziehungsweise Gemeinde, angegeben in Quadratkilometer
- Einwohner: Zahl der Menschen die in der Gemeinde beziehungsweise Stadt leben (Stand: 31. Dezember 2023[1])
- EW-Dichte: Angegeben ist die Einwohnerdichte, gerechnet auf die Fläche der Verwaltungseinheit, angegeben in Einwohner pro Quadratkilometer (Stand: 31. Dezember 2023[2])
- Höhe: Höhe der namensgebenden Ortschaft beziehungsweise Stadt in Meter über Normalnull
- Bild: Bild aus der jeweiligen Gemeinde beziehungsweise Stadt

## Gemeinden
| Gemeinde                                           | Teilorte | Wappen                                                      | Karte                                                                         | Fläche | Einwohner | EW- Dichte | Höhe | Bild                                                                |
| -------------------------------------------------- | --- | ----------------------------------------------------------- | ----------------------------------------------------------------------------- | ------ | --------- | ---------- | ---- | ------------------------------------------------------------------- |
| Landkreis Goslar                                   | | Wappen des Landkreises Goslar                               | Lage des Landkreises Goslar in Niedersachsen                                  | 966,73 | 127.712   | 132        |      | die größte Fläche des Landkreises Goslar – Fichtenwald im Harz      |
| Bad Harzburg (Stadt)                               | Bad Harzburg Bettingerode Bündheim Eckertal Göttingerode Harlingerode Schlewecke Westerode                                                                                                   | Wappen der Stadt Bad Harzburg                               | Lage der Stadt Bad Harzburg im Landkreis Goslar                               | 65,52  | 19.555    | 298        | 261  | Jungbrunnen in Bad Harzburg                                         |
| Braunlage (Stadt)                                  | Braunlage Hohegeiß Sankt Andreasberg | Wappen der Stadt Braunlage                                  | Lage der Stadt Braunlage im Landkreis Goslar                                  | 31,65  | 4951      | 156        | 560  | Trinitatis-Kirche in Braunlage                                      |
| Clausthal-Zellerfeld (Berg- und Universitätsstadt) | Clausthal-Zellerfeld Altenau-Schulenberg im Oberharz Buntenbock Wildemann | Wappen der Berg- und Universitätsstadt Clausthal-Zellerfeld | Lage der Berg- und Universitätsstadt Clausthal-Zellerfeld im Landkreis Goslar | 43,69  | 14.215    | 325        | 560  | Landesamt für Bergbau, Energie und Geologie in Clausthal-Zellerfeld |
| Goslar (Kreisstadt und Große selbständige Stadt)   | Goslar (Altstadt) Baßgeige Georgenberg Hahndorf Hahnenklee-Bockswiese Immenrode Jerstedt Jürgenohl Lengde Lochtum Ohlhof Oker Rammelsberg Steinberg Sudmerberg Vienenburg Weddingen Wiedelah | Wappen der Stadt Goslar                                     | Lage der Stadt Goslar im gleichnamigen Landkreis                              | 163,88 | 47.649    | 291        | 255  | Vorderseite der Kaiserpfalz in Goslar                               |
| Langelsheim (Stadt)                                | Langelsheim Astfeld Bredelem Hahausen Lautenthal Lutter am Barenberge Wallmoden Wolfshagen im Harz                                                                                           | Wappen der Stadt Langelsheim                                | Lage der Stadt Langelsheim im Landkreis Goslar                                | 108,77 | 14.708    | 135        | 204  | St. Andreaskirche in Langelsheim                                    |
| Liebenburg                                         | Liebenburg Döhren Dörnten Heißum Klein Mahner Neuenkirchen Ostharingen Othfresen Upen | Wappen der Gemeinde Liebenburg                              | Lage der Gemeinde Liebenburg im Landkreis Goslar                              | 78,51  | 7915      | 101        | 128  | Schloss Liebenburg mit Schlosskirche in Liebenburg                  |
| Seesen (Stadt)                                     | Seesen Bilderlahe Bornhausen Engelade Herrhausen am Harz Ildehausen Kirchberg Mechtshausen Münchehof Rhüden                                                                                  | Wappen der Stadt Seesen                                     | Lage der Stadt Seesen im Landkreis Goslar                                     | 102,32 | 18.719    | 183        | 205  | Rathaus mit den Figuren von Max und Moritz in Seesen                |

## Ehemalige Gemeinden
Siehe: Ehemalige Gemeinden des Landkreises Goslar